# 波潟和男
波潟 和男（なみがた かずお、1966年6月29日- ）は、元競輪選手。東京都出身。現役時は日本競輪選手会東京支部所属。日本競輪学校（当時。以下、競輪学校）第57期卒業。師匠は清嶋彰一。

## 戦績
東京都立高島高等学校在学中から自転車競技を行っており、高校卒業後は競輪学校に第57期生として入学し、在校成績14位で卒業する。
初出走は1986年5月3日の花月園競輪場で、初勝利は同開催最終日の5日。デビュー後は先行や捲りを武器に成果を挙げ、師匠の清嶋に次ぐ東京の大型先行選手として注目されるようになったが、1989年8月に清嶋が福井に移籍したことで袂を分かつことになる。
直後の同年11月に競輪祭の決勝を捲りで優勝して特別競輪（現在のGI）初制覇を果たし、地元の立川競輪場で翌月開催となるKEIRINグランプリへの出場を決定させた。しかしこの開催は日本競輪選手会のストライキにより中止となってしまい、当初グランプリの壮行会を兼ねて行われる予定だった競輪祭の祝勝会では、人目をはばからず涙したことが当時の報道で伝えられた。
だが1990年5月、前橋競輪場において事実上KEIRINグランプリ'89の代替レースとして開催された『スーパープロピストレーサー賞』に出走して優勝し、同年11月の競輪祭でも決勝2着となる。1991年には世界選手権（ドイツ・シュトゥットガルト）にもスプリント種目で出場しており、関東地区の先行選手としての地位を確立するまでになった。
しかしこの直後から持病の腰痛に悩まされ先行力が発揮できなくなってしまい、徐々に戦法を捲りから追込に変えていくことになる。その後も特別競輪での活躍は続けていたものの、再びタイトルに手が届くことはなく、結果的に地元での晴れ舞台となるKEIRINグランプリへの出場を果たすことはできなかった(先頭誘導員としてKEIRINグランプリ'97の誘導をしている)。
2006年末からはレースに出場せず長期欠場を続けていたが、結局は先に2007年2月に引退した師匠の清嶋に続く形で、2007年5月に引退を表明。本人の意向で引退セレモニーは行われず、同年5月29日に選手登録消除された。通算成績1553戦335勝、優勝38回（うちGI1回）。

## 主な獲得タイトルと記録
- 1989年 - 競輪祭（小倉競輪場）

## エピソード
- デビュー直後には筋肉質な体格から『ポパイ』というあだ名をつけられたことがある[2]。競輪マンガ『打鐘』では、「ランボー」「アイアンマッスル」というニックネームが付いていた。
- 選手としての全盛期に連載されていた漫画『ギャンブルレーサー』において、「牛丼好きの波潟」「いつも牛丼ばかり食べている」と描かれたが、本人は「そんなことはなく、実は他の食べ物（カレーライスなど）のほうが好き」と事ある毎にコメントしていた（作中でもマーク屋になってから関に反論していた）。